# 欧根·波兰斯基
欧根·普蘭斯基（德語：Eugen Polanski，1986年3月17日—）出生時名為雷尚德·波兰斯基（波蘭語：Ryszard Polański），生於波蘭索斯诺维茨，是一名擁有波蘭及德國雙重國籍的足球運動員，司職防守中場。

## 生平

### 球會
普蘭斯基自小便隨同父母由波蘭移居德國，年僅8歲已加入慕遜加柏的青訓系統。2004/05年球季他獲提升上一隊，於2005年2月12日0-2負於漢堡首次亮相德甲。翌季普蘭斯基獲得更多上陣機會，於2005年11月9日主場1-1賽和利華古遜取得效力慕遜加柏唯一的入球。他在母會繼續效力多兩季，但最後一季球隊在德乙贏得冠軍卻僅獲派上陣9場。
與慕遜加柏的合約在2008年夏季屆滿後，普蘭斯基答允轉投西甲球會基達菲，簽約五年，2008/09年球季這支馬德里球隊與同分，僅以較佳對賽成績壓倒對方成功保級。普蘭斯基上陣26場，伙拍卡斯基路在中場掃蕩，是陣中的主力球員。
雖然在西甲站穩腳，但普蘭斯基由於私人原因希望回國效力，於2009年6月16日以借用形式重返德甲加盟升班馬緬恩斯，一年借用費40萬歐元。同年11月緬恩斯與基達菲達成協議正式羅致普蘭斯基，簽約三年。

### 國家隊
普蘭斯基初時選擇代表德國參加國際賽，曾為不同年歲的青少年國家隊上陣，並經常獲委任為隊長。他是德國U21參賽2006年歐洲U-21足球錦標賽的主力成員之一，雖然在分組賽止步，但首場賽事對塞爾維亞和黑山，普蘭斯基射入一記「遠程炮」以1-0小勝，取得德國該屆賽事唯一勝仗。他在賽事中的表現獲得法甲勁旅摩納哥的青睞，但隨即被當時所屬的慕遜加柏拒絕。
同屆U21的隊友如傑斯寧、希美斯、干沙路·卡斯度等先後入選大國腳，但普蘭斯基一直未獲徵召，心灰意冷之下於2011年7月決定轉籍代表出生國波蘭參賽。

## 外部連結
- Career stats at Fussballdaten （页面存档备份，存于） （德文）
- Kicker profile （页面存档备份，存于） （德文）
- Transfermarkt profile （德文）
- Official website （页面存档备份，存于） （德文）